# Paul Le Troadec
Pour les articles homonymes, voir Troadec.
Paul Le Troadec, né le 28 avril 1860 à Lézardrieux (Côtes-du-Nord) et mort le 31 mars 1933 à Brest (Finistère), est un homme politique français.

## Biographie
Conseiller général du canton de Lézardrieux en 1889, maire de Lézardrieux en 1892, il est député des Côtes-du-Nord de 1893 à 1920 et sénateur de 1920 à 1930. Républicain, il siège à la Gauche radicale à la Chambre. Son activité parlementaire est faible et se concentre sur les questions agricoles et maritimes.

## Source
- « Paul Le Troadec », dans le Dictionnaire des parlementaires français (1889-1940), sous la direction de Jean Jolly, PUF, 1960 [détail de l’édition]